# 浮囊狸藻
浮囊狸藻（学名：Utricularia inflata）為狸藻屬多年生大型浮水食虫植物。其种加词“inflata”来源于拉丁文“inflatus”，意为“膨胀，膨大”。其原产于美国东南部沿海平原。其与辐射狸藻（U. radiata）非常相似，但辐射狸藻体型较小。自1980年以来，就一直有报道称浮囊狸藻出现于其原有分布地之外的地区，如纽约的阿第倫達克山脈，马萨诸塞州东南部及华盛顿州。对阿第倫達克山脈的种群研究显示，浮囊狸藻的引入会降低本地物种的净初级生产力，导致沉积物化学组成的改变。华盛顿州也因其会形成茂密的漂浮垫而将其列为存在问题的物种。浮囊狸藻是少数具有入侵性的食虫植物。

## 植物学史
1788年，托马斯·沃尔特首次命名及描述了浮囊狸藻。辐射狸藻因具相似的形态及重叠的分布地，所以其常被误认为是浮囊狸藻。1860年，阿尔万·温特沃斯·查普曼首次确定了辐射狸藻，将其命名为小浮囊狸藻（U. inflata var. minor），并指出其“在各方面都小于”浮囊狸藻。1903年，约翰·孔克尔·斯莫尔首次将小浮囊狸藻提升为物种，并将其命名为辐射狸藻。1950年，梅里特·林登·弗纳尔德又将这两个物种合并，而亨利·艾伦·格里森却不赞同，并在1952年又将它们分离了。.1962年，格雷迪·赖纳特（Grady Reinert）和R·K·戈弗雷（R. K. Godfrey）进一步支持将这两个类群分为两个不同的物种。1989年，彼得·泰勒在其对狸藻属的专著中确定了这两个物种的独立性。

## 形态特征
浮囊狸藻为狸藻属内最大的浮水物种之一。与其他水生狸藻一样，其不具备真正的根和叶。其匍匐茎为主要的营养器官，可长达1米，直径仅1至2毫米。匍匐茎无毛，具1至5厘米长的分支。匍匐茎偶尔在靠近水面处会产生漂浮的空气芽，而在植株底部会产生类似于块茎的组织。除了匍匐茎分支外，其还具丝状的叶状结构，细小，长丝状。叶状结构众多，长2至18厘米，由匍匐茎基部发出，最初生两支，后不均等分支，进一步形成大量附属结构。捕虫囊生于叶状结构后部，众多，卵形，具柄，长1至3毫米。
在自然环境下，浮囊狸藻为多年生植物，花期为1月至6月。在生长阶段，浮囊狸藻最明显的形态特征即是于水面上轮生的海绵状漂浮结构，其可支持花序的直立。浮囊狸藻通常产生6至8条轮生枝（偶尔可为5至10条），长3至10厘米，宽可达8毫米。轮生枝末端一半以上具众多二叉分枝的叶片状结构，可具捕虫囊。
浮囊狸藻的花序直立，长20至50厘米。其生于轮生结构的中心。花序通常为一支，少数具多支。个别植株可同时具多个轮生结构及花序，但通常各自相距较远。花序具9至14朵花（偶尔可为4至17朵），花萼裂片不均等，长3至5毫米。花冠长2至2.5厘米，亮黄色，距具棕色条纹，裂片具褐色斑纹。
浮囊狸藻常见为二倍体，染色体数为2n=18。大型种群为四倍体，染色体数为2n=38。彼得·泰勒将大型四倍体称为“race”，其体型可为二倍体植株的两倍。四倍体种群存在于佛罗里达州。

## 分布范围

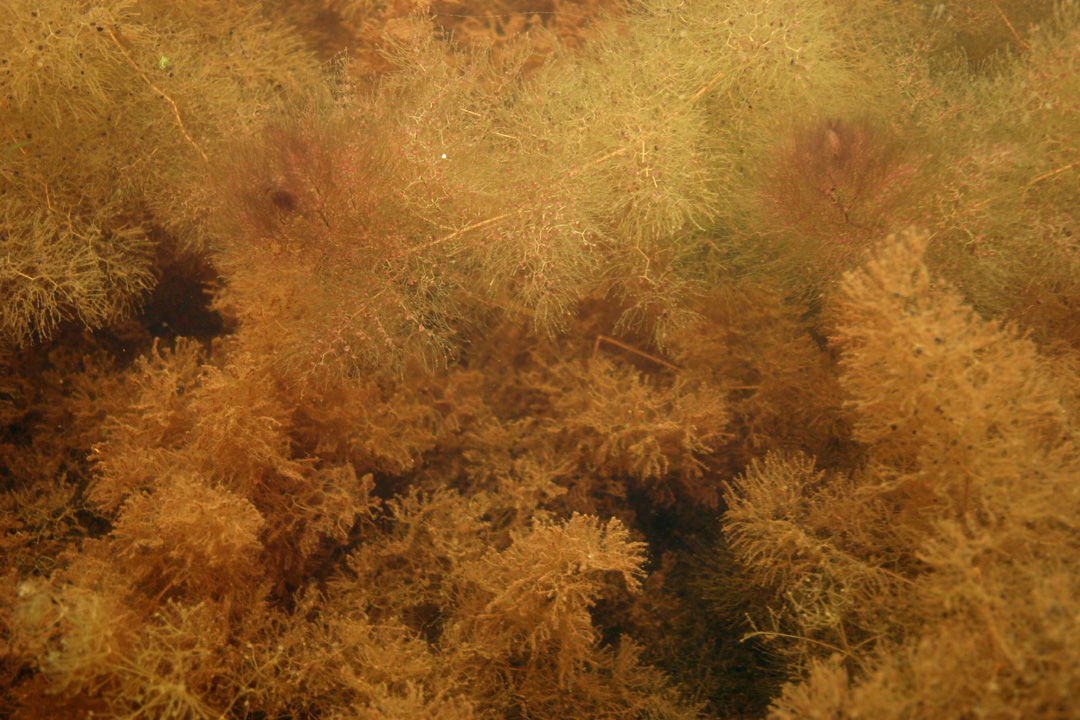
密生的浮囊狸藻

浮囊狸藻原产于美国东南部。彼得·泰勒在1989年的专著《狸藻属——分类学专著》中列出了以下分布地：阿拉巴马、阿肯色、特拉华州、佛罗里达州、格鲁吉亚、肯塔基州、路易斯安那州、新泽西州、北卡罗来纳州、南卡罗来纳州、田纳西州、得克萨斯州及弗吉尼亚州。而在美国农业部在线植物数据中确认的分布地为：康涅狄格州、马里兰州、密歇根州、密西西比州、纽约州、俄克拉何马州及宾夕法尼亚州。在马里兰州，密歇根州和纽约州列，浮囊狸藻被列为濒危或受威胁物种，而在田纳西州，其被列为“特别关注”物种。
浮囊狸藻的原生地为低海拔的湖泊、沟渠及沼泽。

## 入侵行为
早在1980年，就不断有报道称在其原分布地以外的地区采集到了浮囊狸藻的标本。其已出现于华盛顿州、纽约州及马萨诸塞州。华盛顿州内的种群很明显是引进的，而纽约州和马萨诸塞州则很可能是近期引进的结果。但却很难肯定的解释它们是怎么引进的。
自1990年起，已在马萨诸塞州东南部的联邦池（Federal Pond）采集到了数份浮囊狸藻的标本。其为新泽西州以北的首次发现。布鲁斯·索里（Bruce Sorrie）已确定了该地浮囊狸藻的实际种群数量。并指出，该物种的引进很可能是由于18世纪后期联邦池塘用作各种用途后，人类辅助引进的。他还指出，水禽或苍鹭的迁徙也可能是浮囊狸藻从原分布地转移出来的原因。
在马萨诸塞州首次采集到浮囊狸藻的三年后，在纽约奥兰治县云杉池（Spruce Pond）展开了一项研究，首次在纽约州记录到了浮囊狸藻。研究人员推测，云杉池的种群不可能是由人类引入的，因该湖泊位于偏远地区，很少被人类利用。2005年一项对纽约州北部浮囊狸藻种群的研究显示，在阿第伦达克山脉共确定了6个存在浮囊狸藻的湖泊，这意味浮囊狸藻分布范围再次向北延伸。其中两个湖泊，浮囊狸藻于2000年时已是常见物种，而1983年普查中浮囊狸藻尚不存在于此。其种群在新分布地的可观增长与其他入侵性水生植物增长模式类似。这项研究的作者还指出，在一些地区，许多当地物种数量的减少或消失，很可能是由于浮囊狸藻的存在与扩张引起的。实验室实验与湿地观察也支持该假说，存在于阿第伦达克湖泊系统的浮囊狸藻破坏了维系当地植物的自然营养物质循环。浮囊狸藻可能使当地植物的种群衰退，特别是一种谷精草属植物（Eriocaulon aquaticum）。该物种为沉水植物，可向沉积物中释放氧气。因此，浮囊狸藻很可能通过阻碍当地植物的生长，影响沉积物的化学组成，从而间接改变阿第伦达克湖泊的生物化学循环。其后果可能为藻类滋生，及改变淡水生态系统的生态环境。

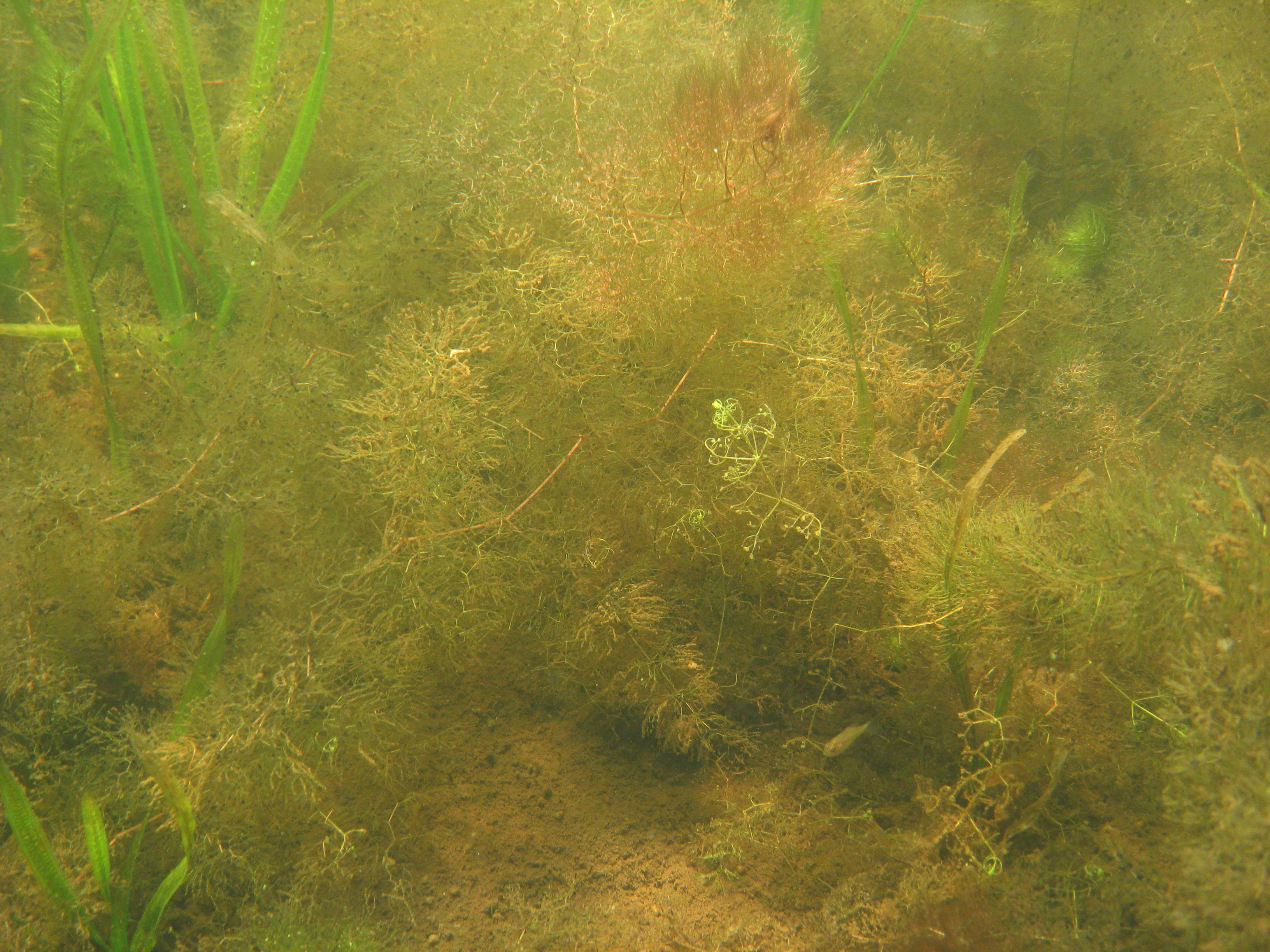
原生地内的浮囊狸藻

在马萨诸塞州和纽约州发现浮囊狸藻之前的1980年就已在华盛顿州基萨普县的马蹄湖（Horseshoe Lake）发现了浮囊狸藻。此后，在普吉特海湾地区基萨普县、梅森县、皮尔斯县、瑟斯顿县的众多湖泊内陆续发现了浮囊狸藻。甚至在考利茨县更南的银湖（Silver Lake）内也发现了一处浮囊狸藻的分布地。华盛顿州生态部关于浮囊狸藻的一份说明表示，存在于马蹄湖的浮囊狸藻“很可能是由于鱼缸废弃造成的”。华盛顿生态部还表示，浮囊狸藻会形成密生的漂浮垫，可妨碍休闲活动进行。存在大量浮囊狸藻的利默里克湖周边居民，每年夏天都会花费大量金钱去清除湖泊内的茂密漂浮垫。控制方法包括声纳处理，草鱼生物防治及人工清除。华盛顿州认为该物种存在问题，但尚未列为有害杂草。相反，其被列于湿地及水生物种检疫名录中。这意味着其被禁止出售，并在未来很可能被列入国家有害杂草名录中。
大部分食虫植物物种都需要在非常特殊的环境条件下才能健康生长。这种极低的适应性导致许多食虫植物在其原生地内都受到威胁或濒危。而浮囊狸藻可在各种环境下正常生长，其适应性比大部分食虫植物高得多。

## 种植方法
因浮囊狸藻不需要休眠，且生长速度快，为较为容易栽培的浮水狸藻，所以为食虫植物爱好者广泛栽培的物种之一。巴里·赖斯（Barry Rice）在《食虫植物栽培》（Growing Carnivorous Plants）认为浮囊狸藻是最容易栽培的浮水狸藻。巴里·赖斯还提到，浮囊狸藻可以用于辅助栽培其他难以栽培的物种，如对高养分浓度更为敏感的貉藻（Aldrovanda vesiculosa）。当将其与浮囊狸藻一起种植时，浮囊狸藻可快速生长，降低水中营养物的浓度，以创建适宜貉藻生长的条件。
巴里·赖斯、华盛顿州生态部及美国地质调查局的外来水生物种信息资源都表示华盛顿马蹄湖内的浮囊狸藻极可能来源于人工栽培溢出。其通过水禽迁徙逐渐扩散。